# Wieża ciśnień na Karłowicach
Wieża ciśnień na Karłowicach – wieża ciśnień znajdująca się przy Pl. Daniłowskiego we Wrocławiu z nominalnym adresem ul. Berenta 75, zasilająca dawniej lokalny wodociąg osiedla Karłowice.
Wieża została wybudowana w latach 1914–1915 na potrzeby lokalnego wodociągu zaopatrującego w wodę pitną podmiejskie miasto-ogród Karłowice. Wykonawcą robót była wrocławska firma budowlana «Lolat Eisenbeton Breslau A.G.» specjalizująca się w konstrukcjach żelbetowych. W roku 1930, po tym gdy dwa lata wcześniej Karłowice zostały przyłączone do Wrocławia, lokalny wodociąg został przejęty przez przedsiębiorstwo miejskie, a wieża zaczęła pełnić jedynie funkcję zbiornika końcowego, regulującego ciśnienie w sieci. Wieża została wpisana do rejestru zabytków w 1979 roku. W roku 1985 została wyłączona z eksploatacji. Do 2004 dzierżawiła ją Sekcja Grotołazów Wrocław, wykorzystując jej wnętrze do treningów technik linowych. We wrześniu 2012 roku wieżę wraz z działką, na której się ona znajduje urząd miejski Wrocławia wystawił na sprzedaż. W następnym roku została zakupiona przez Gminę Wrocław. Obecnie wieża pełni jedynie funkcję stacji bazowej dla sieci telefonii komórkowych, jej anteny są umieszczone na kondygnacji z tarasem.
Karłowicka wieża ciśnień została zaprojektowana w stylu kształtującego się wówczas modernizmu ze zredukowaną liczbą ozdobnych historyzujących form. Bryła wieży podzielona jest na cztery części: podstawę mieszczącą magazyn techniczny, trzon wewnątrz którego umieszczono schody prowadzące do zbiornika wody, głowicę mieszczącą zbiornik oraz zwieńczony kopułą belweder z tarasem widokowym. Podstawa zbudowana jest na rzucie ośmiokąta, dwie wyższe na planie koła. elementami ozdobnymi bryły są gzymsy zaznaczające podziały na poszczególne kondygnacje oraz lizeny zdobiące trzon wieży. Belweder tworzy osiem kolumn wspierających spłaszczoną nieco kopułę oraz wypełniające przestrzeń między nimi wklęsłe łukowato ściany. Całość wieńczy umieszczony na kopule model sfery niebieskiej. Całkowita wysokość obiektu wynosi 46 m. Na wysokości 31 m znajduje się posadowiony na żelbetowym ruszcie nitowany zbiornik na wodę typu Intze o średnicy ok. 9 m i wysokości ok. 7,5 m.
Wieża ciśnień zajmuje centralne miejsce placu Daniłowskiego, przy którym zbiegają się promieniście osie komunikacyjne osiedla: Al. Kasprowicza oraz ulice Berenta i Przybyszewskiego. Budowla do dziś stanowi architektoniczną dominantę okolicy placu jak i całego osiedla.